# Der Schwur der Horatier
Der Schwur der Horatier (französisch Le Serment des Horaces) ist ein 1784 fertiggestelltes Gemälde von Jacques-Louis David. Das großformatige Bild (326 × 425 cm) ist mit Ölfarbe auf Leinwand gemalt und befindet sich heute im Musée du Louvre in Paris.

## Entstehung und Sujet

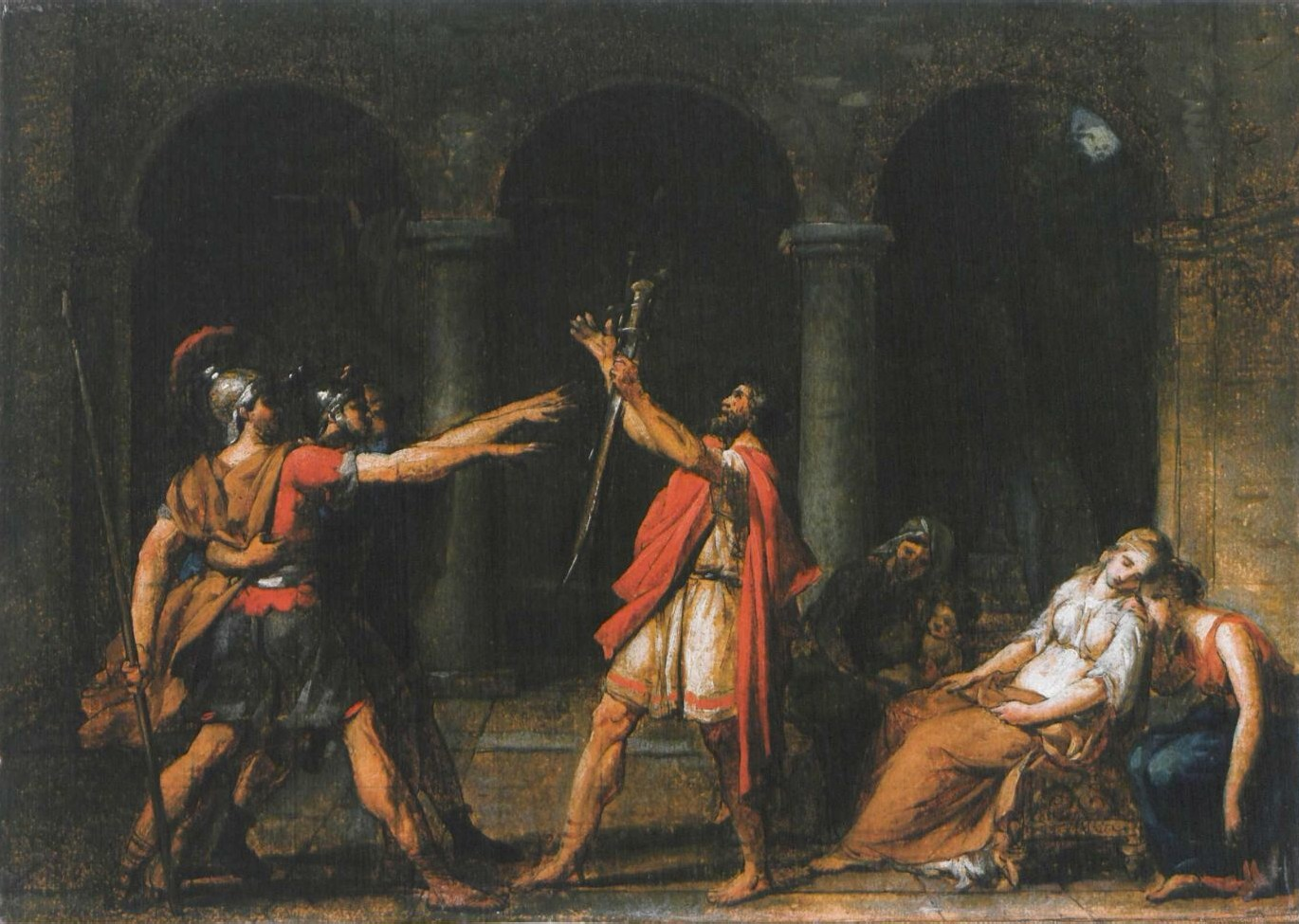
Der Schwur der Horatier, Ölskizze, 1784, Musée du Louvre, Paris

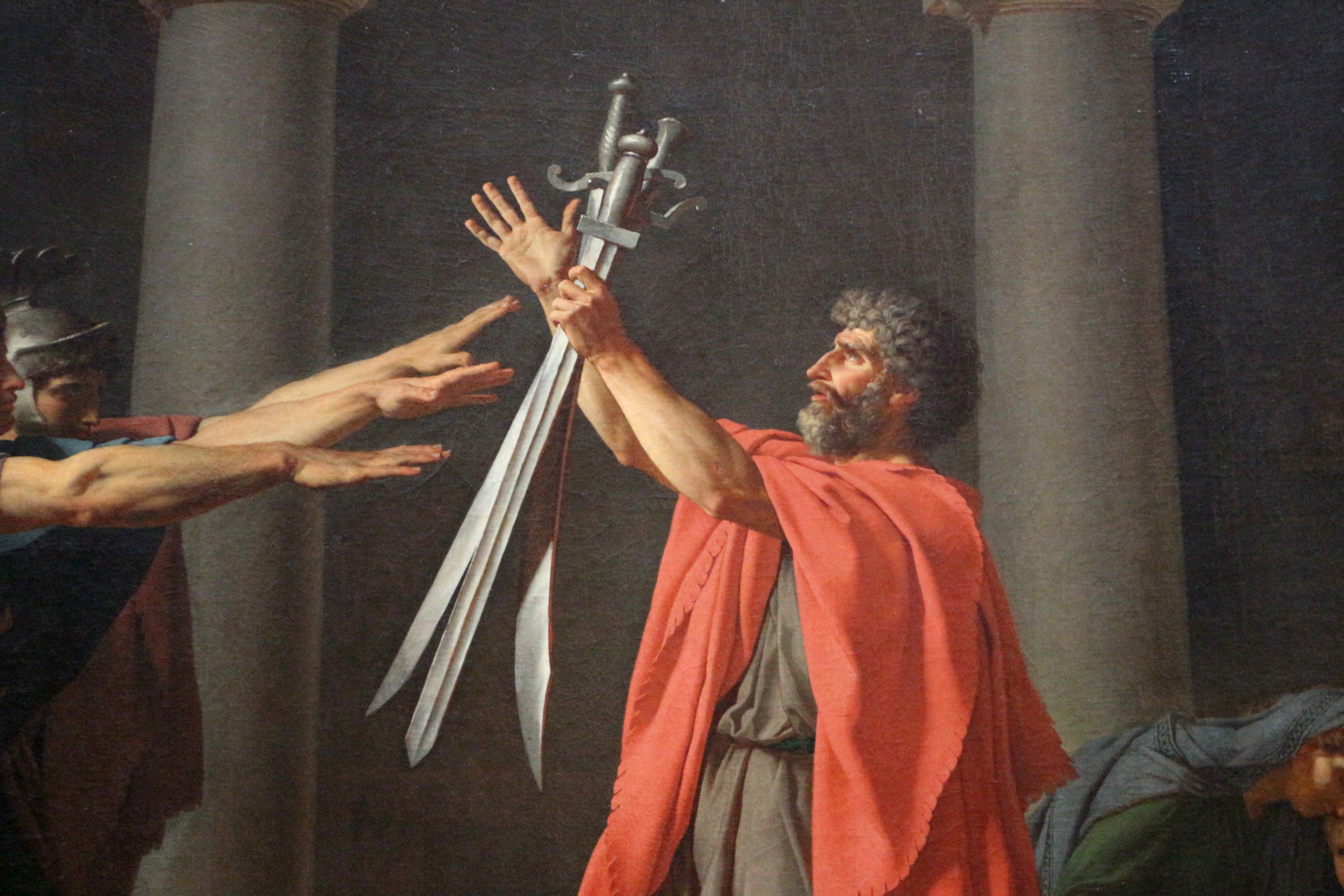
Detail

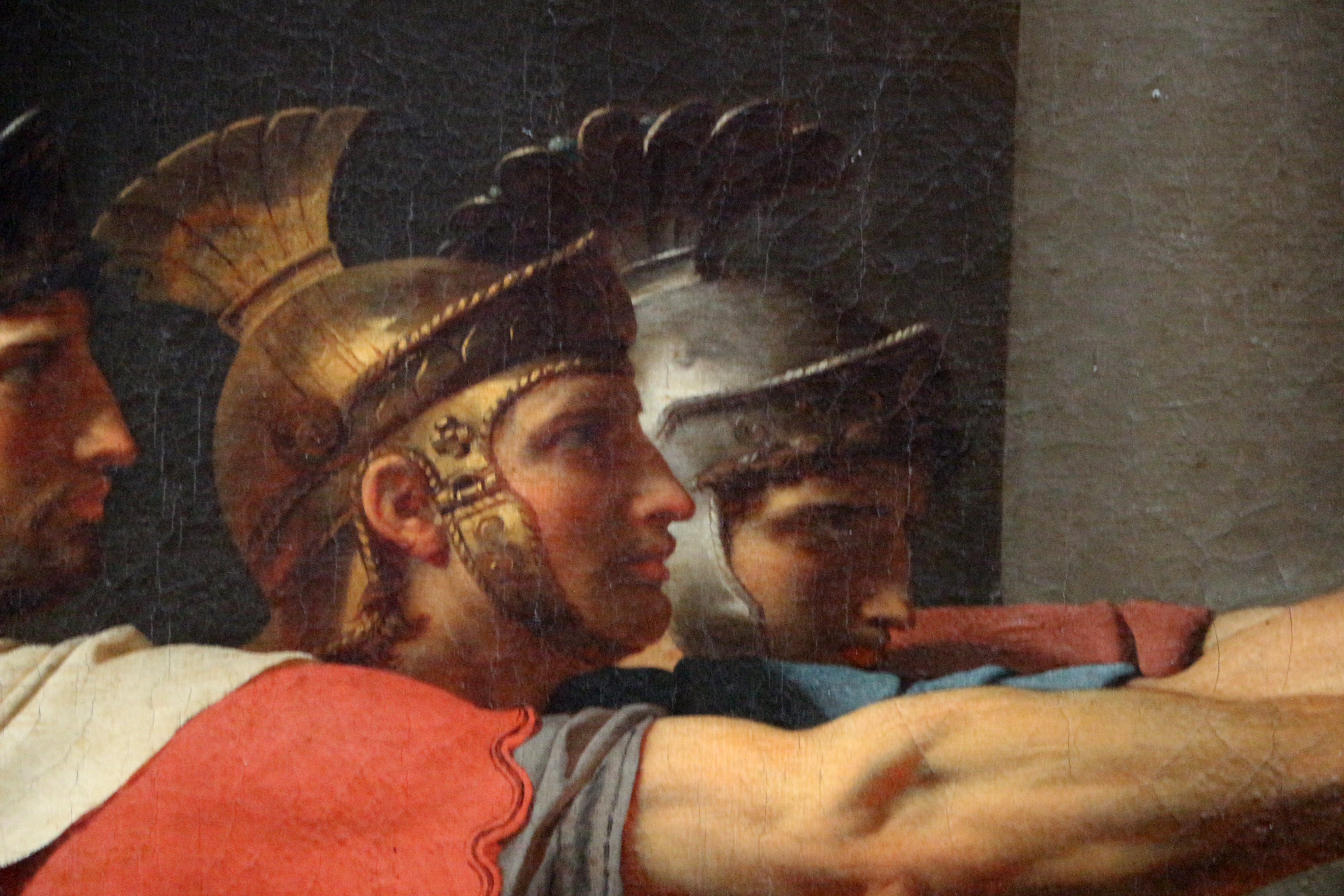
Detail

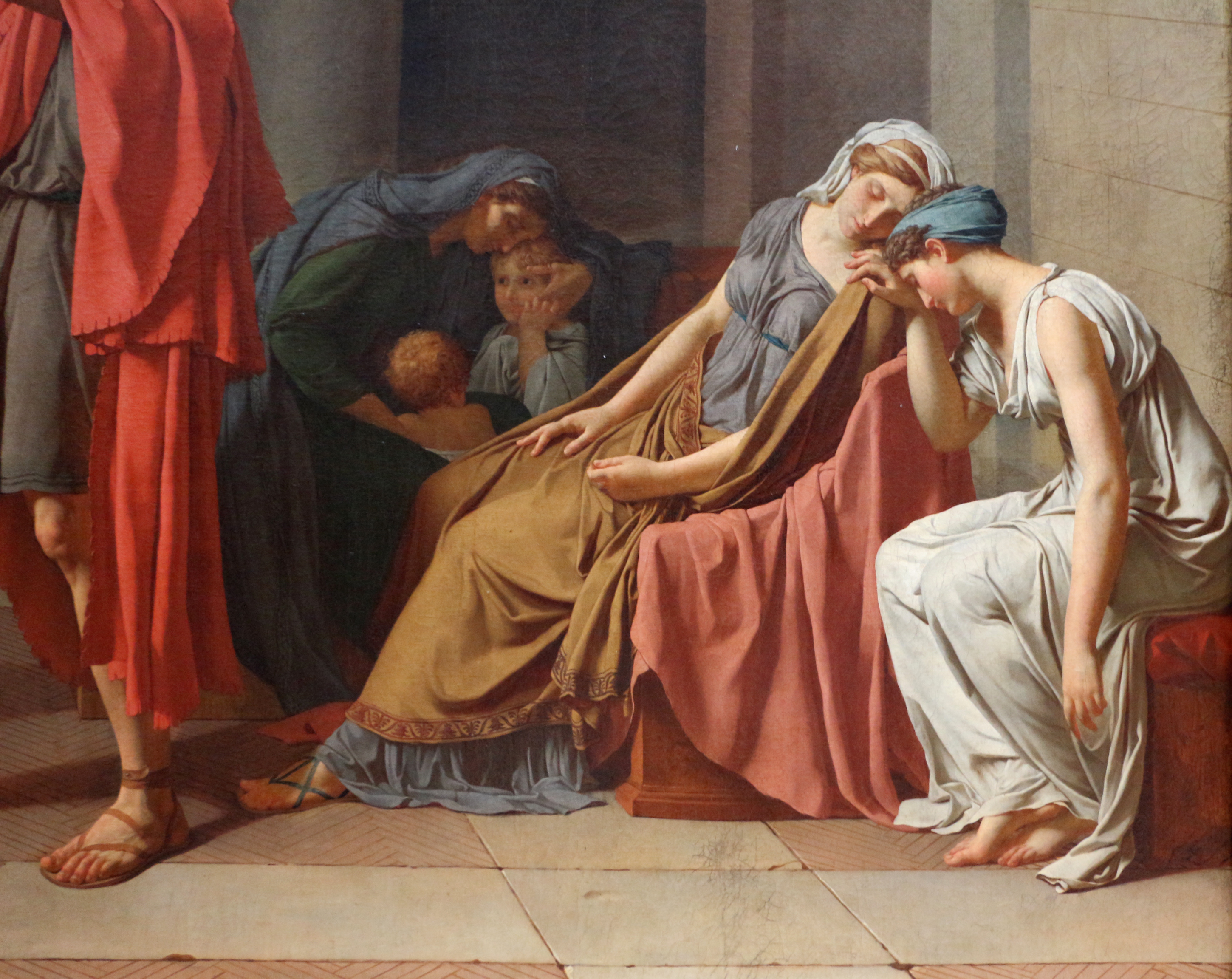
Detail

Der Auftraggeber für das Gemälde war der Minister für schöne Künste der Regierung König Ludwigs XVI. von Frankreich. Das Motiv selbst war dem Künstler freigestellt, nur die Größe war festgelegt, die David aber im Laufe der Entstehungsphase erweiterte. Er entschied sich für die bei Titus Livius (Ab urbe condita) überlieferte Geschichte des Kampfes der Horatier gegen die Curiatier, der zwischen 672 und 640 v. Chr. stattgefunden haben soll. Livius berichtet davon im Rahmen des Krieges zwischen Alba Longa und Rom.
Auf Grund von Streitigkeiten und wechselseitigem Viehdiebstahl zwischen den beiden Städten waren diese einander feind. Rom erklärte Alba Longa den Krieg, doch da die Etrusker beide Städte bedrohten und sie noch alle Streitkräfte benötigten, einigten sich die Städte auf einen Stellvertreterkampf zwischen je drei waffenfähigen Brüdern. In Alba Longa wählte man die Kämpfer aus der Familie der Curiatier aus, in Rom aus der Familie der Horatier.
Dass die Wahl auf sie gefallen war, erfüllte die Brüder mit Stolz, obwohl sie einen nicht ohne weiteres lösbaren Konflikt in sich barg, denn beide Familien waren miteinander verschwägert: Sabina, Schwester der Curiatier, war mit einem Horatier vermählt; Camilla, dessen Schwester, war mit einem der Curiatier verlobt, zugleich einem Freund ihres Bruders.
Aus dem Stellvertreterkampf kehrte nur der jüngste der Horatier zurück, allerdings als Sieger. Denn als seine beiden Brüder bereits gefallen waren, die Curiatier jedoch nur – mehr oder weniger schwer – verwundet, wandte er eine Kriegslist an: Zum Schein ergriff er die Flucht, in der richtigen Erwartung, die Gegner würden ihn nicht alle gleich schnell verfolgen können. Unvermutet stellte er sich dann wieder und erschlug alle drei, zuerst den schnellsten, weil nur leicht verletzten, zuletzt den am schwersten Verwundeten.
Als er zu seiner Familie zurückkehrte, brach seine Schwester Camilla in Tränen um ihren getöteten Verlobten aus. Daraufhin zog er das Schwert und erschlug sie mit den Worten: „Weg mit dir zu deinem Verlobten mitsamt deiner unangebrachten Liebe! Vergessen hast du deine toten Brüder und den Lebenden, vergessen deine Vaterstadt. So soll jede Römerin dahingehen, die um den Feind trauert!“
Der Schwur, den David darstellt, kommt bei Livius allerdings nicht vor, auch nicht bei einem der anderen Autoren (z. B. Plutarch, Valerius Maximus und Dionysios von Halikarnassos). Selbst in dem Theaterstück „Horace“ des Dramatikers Pierre Corneille wird er nicht gezeigt. Dieses 1640 in Paris uraufgeführte Stück, das als eigentliche Themen den Patriotismus und die Macht des Volkes zum Inhalt hatte, war der Pariser Gesellschaft zur Zeit Davids gut bekannt und der Künstler selbst war von dieser Aufführung begeistert. Damit hatte David sein Motiv für den staatlichen Auftrag gefunden und begab sich eigens mit seiner Familie nach Rom, um sich ganz in die Formenwelt der Antike einzusehen.

## Bildbeschreibung
In seiner Bildkomposition ordnet David die Handlung wie auf einer Bühne bildparallel an. Mit dem dunkel gehaltenen Hintergrund der Arkaden hat er die unauslotbare Tiefe gleichsam als Bedeutungskulisse eingesetzt. Komposition und Aussage fallen dabei in eins zusammen: Im Zentrum steht der Auftrag zum Waffengang, personifiziert in der Vatergestalt. Im Zentrum blinken auch die Schwerter, die ausgestreckten Schwurhände deuten auf die Waffen, die auf die bevorstehende Tat hinweisen. Die fein abgestuften Abwinkelungen der Arme bilden einen harmonischen Dreiklang. Die unterschiedliche Gestaltung der Schwerter formuliert einen zusätzlichen Aspekt: Dies ist nicht uniforme Vorbereitung, sondern die Spontaneität individuell Begeisterter.
Hinter dem väterlichen Rücken blickt der Betrachter auf eine Gruppe Frauen mit zwei kleinen Kindern. Die blonde junge Frau mit dem weißen Schleier im Vordergrund wird in der Literatur als Sabina, die Schwester der Curiatier, gedeutet. Die Frau am äußeren rechten Rand soll Camilla, die Schwester der Horatier, darstellen. Ihr linker Arm hängt schlaff nach unten, sie selbst neigt sich kraftlos nach vorne. Während die Gruppe der Männer von Dynamik und Kampf durchdrungen ist, zeigen die Frauen Trauer, Müdigkeit und Resignation.
In der linken unteren Ecke hat der Künstler sein Werk wie folgt signiert: „L. David fecit | Roma anno | MDCCLXXXIV.“

## Bedeutung und Rezeption

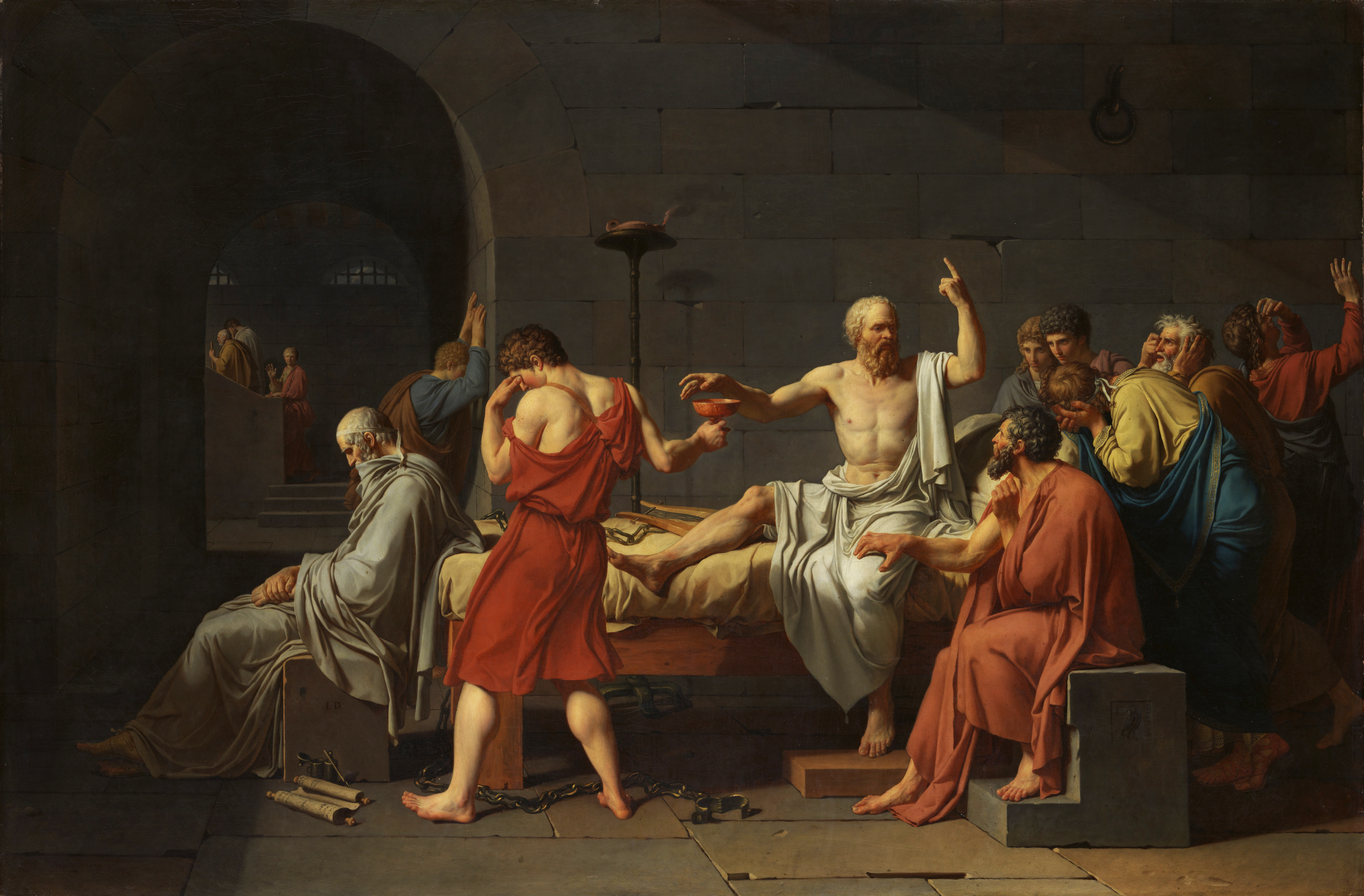
Der Tod des Sokrates, 1787, Metropolitan Museum of Art, New York

Mit der Fertigstellung des Schwur der Horatier läutete David in der Historienmalerei den Klassizismus ein. Obwohl sein Gemälde keineswegs der Verschwörung gegen die Staatsautorität das Wort reden wollte, wurde die Darstellung in der gespannten Atmosphäre der vorrevolutionären Jahre in dieser Richtung interpretiert. Für den Künstler selbst wurde das Bild ein triumphaler Erfolg. Das Publikum war überwältigt vom vollzogenen Bruch mit der barocken Stiltradition. Hier war offensichtlich erstmals die Einheit von Zeit und Handlung in eine bewusst nüchterne Komposition eingebunden worden. Das Publikum kannte die Geschichte von der leidenschaftlichen Opferbereitschaft dieser Helden und war sich auch dessen bewusst, dass die trauernden Frauen im Bild für die Vorahnung des tragischen Ausgangs standen.
Nach vielen Rückschlägen verdankte David diesem Gemälde seinen Aufstieg zum Ruhm. So schrieb der Berichterstatter des Teutschen Merkur aus Rom: „Nicht nur die Künstler, Liebhaber und Kenner, sondern selbst das Volk läuft truppweise vom Morgen bis zum Abend herbey, es zu sehen … keine Papstwahl setzte je die Gemüter in eine größere Bewegung“, so der Schreiber, tief beeindruckt von der „antiken Simplizität“. Kurz darauf war im Journal de Paris zu lesen: „…beim Anblick dieses Gemäldes wird man von einem Gefühl ergriffen, das sie Seele erhebt und das, um mit Jean-Jacques Rousseau zu sprechen, etwas Herzerhebendes hat, das einen begeistert.“ Zwar wurde die steife, statuarische Figurenhaltung schon bald gerügt, doch in der Öffentlichkeit, vor allem im Salon de Paris, stieß gerade dieser Stilwandel auf Begeisterung.

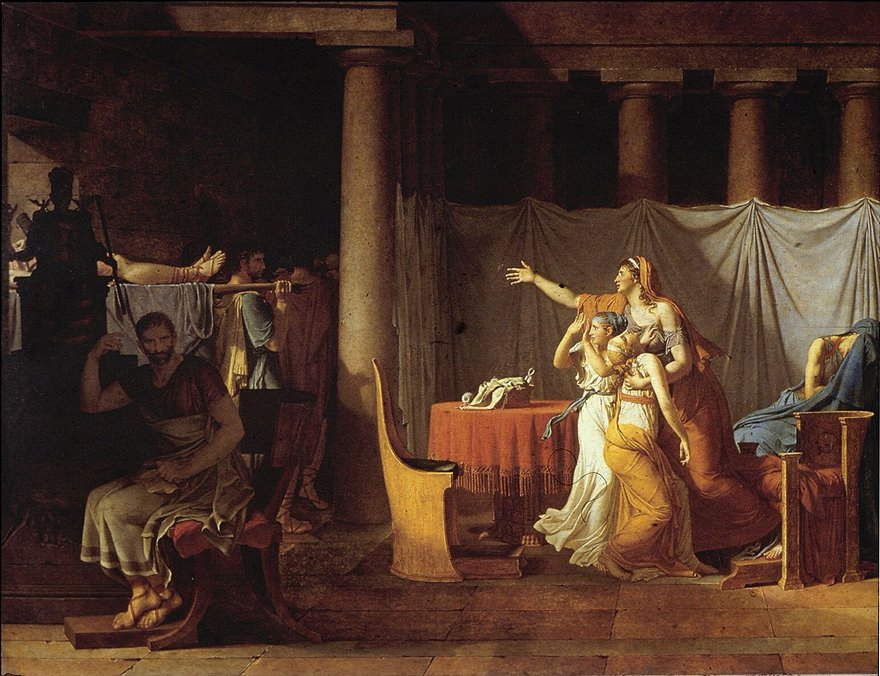
Die Liktoren bringen Brutus die Leichen seiner Söhne, 1789, Musée du Louvre, Paris

David ließ weitere Gemälde dieser Art folgen, so etwa Der Tod des Sokrates (1787), und Die Liktoren bringen Brutus die Leichen seiner Söhne (1789).